# Anaphes auripes
Anaphes auripes is een vliesvleugelig insect uit de familie Mymaridae. De wetenschappelijke naam is voor het eerst geldig gepubliceerd in 1846 door Walker.